# 武汉都市圈环线高速公路
武汉都市圈环线高速公路，中国国家高速公路网编号为G9906，起点在湖北鄂州华容区，途经鄂州梁子湖区、武汉汉南区、汉川、孝感、武汉新洲区，终点回到鄂州华容区，构成环线。

武汉都市圈环线高速公路在湖北省高速公路网中的位置